# Microsoft InfoPath
Microsoft Office InfoPath is een applicatie van Microsoft voor het maken van invoerformulieren op basis van XML. Het programma werd gelanceerd als onderdeel van Microsoft Office 2003 en maakt sindsdien deel uit van Microsoft Office. InfoPath werd ontwikkeld onder de codenaam XDocs.
Met InfoPath kunnen elektronische formulieren ontworpen worden die vervolgens door gebruikers kunnen worden ingevuld. Dit kan bijvoorbeeld een onkostennota zijn voor personeelsleden van een bedrijf. Een formulier wordt lokaal ingevuld op de InfoPath-client of in een browser en vervolgens opgeslagen op een verzamellocatie, bijvoorbeeld een formulierlijst (forms list) in Microsoft SharePoint of een gedeelde map op het netwerk. InfoPath is geïntegreerd met de andere Office-applicaties waardoor het bijvoorbeeld mogelijk is het formulier in te vullen in Microsoft Word of te exporteren naar een Microsoft Excel-werkblad.
Op een formulier zijn alle standaard controls zoals tekstvakken en selectielijsten ter beschikking. Het is ook mogelijk om gegevens uit een databank te halen om bijvoorbeeld een keuzelijst op te vullen. Ook kan validatie voorzien worden op de gegevens die de gebruiker invult voor het formulier wordt opgeslagen. De opslag van het formulier gebeurt in het .xsn-formaat. Dit is in feite een met InfoPath geassocieerd XML-bestand wat toelaat dat de gegevens in het formulier ook voor andere doeleinden gebruikt worden.
Het programma wordt sinds de versie van 2013 niet meer verder ontwikkeld en is (grotendeels) vervangen door de webapplicatie Microsoft Forms.